# Galateia Mesochoritou
Galateia Mesochoritou (griechisch Γαλάτεια Μεσοχωρίτου, * 23. Juni 2001) ist eine griechische Tennisspielerin.

## Karriere
Mesochoritou spielte bislang vorrangig Turniere der ITF Women’s World Tennis Tour, wo sie bislang aber noch keinen Titel gewinnen konnte.

### College Tennis
Mesochoritou spielte für die Michigan Wolverines der University of Michigan.